# Шищинка
Шищинка — река в России, протекает в Мышкинском районе Ярославской области; правый приток реки Пойга.
Сельские населённые пункты около реки: Алферово, Боково, Левцово, Летиково, Исаково.